# Пангани (город)
Пангани — небольшой город и порт в регионе Танга в Танзании. Пангани расположен на берегу Индийского океана в устье одноимённой реки, соединён с Танга регулярным автобусным сообщением по грунтовой дороге. Через реку осуществляется паромная переправа. Пангани исторически представлял собой значительный порт, из которого рабы из материковой Танзании (Танганьики) переправлялись далее морем в другие страны. В отличие от Пангани, через Танга преимущественно происходила торговля сизалем. В настоящее время Пангани имеет большое туристическое значение. В его окрестностях расположено несколько отелей. Из Пангани можно морским путём добраться до Пембы и Занзибара, однако сообщение нерегулярное. В Пангани можно попасть также из Дар-эс-Салама и некоторых других крупных городов автобусным транспортом.